# Salah ad-Din al-Bitar

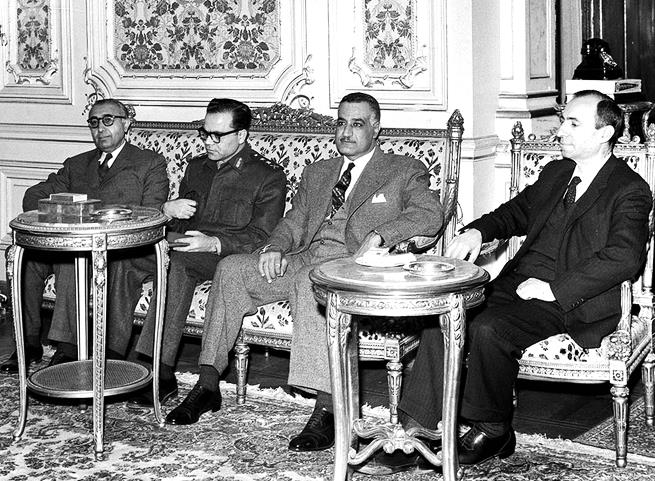
Reuniao entre delegações da Síria e Egito: o primeiro-ministro Bitar, Atassi, o presidente egípcio Nasser, e Aflaq, líder do partido Baath

Salah ad-Din al-Bitar (1912 - 21 de julho 1980) foi um político sírio que co-fundou o  Partido Árabe Baath com Michel Aflaq no início dos anos 1940.
Em contraste com seu amigo de longa data e colega Aflaq era um visionário, sonhador e mal preparado para a vida política Bitar, era mais prático quando se tratava de política. Os dois eram estudantes em Paris em 1930, e decidiram formular uma doutrina com aspectos combinados de nacionalismo e socialismo, por serem ambos admiradores de Lenin e da experiência soviética.
Bitar mais tarde serviu como primeiro-ministro em vários governos baathistas na Síria, mas tornou-se alienado do partido, por causa de seu radicalismo.
Em 1966 ele fugiu do país, vivendo principalmente na Europa onde se manteve politicamente ativo até que ele foi assassinado em 1980. Em 21 de julho de 1980, Bitar foi morto a tiros, em Paris. Naquela manhã, ele recebeu uma chamada telefônica para atender um jornalista no escritório. Quando ele estava saindo do elevador para entrar em seu escritório, seu assassino disparou dois tiros na parte de trás de sua cabeça.